# Sara Malakul Lane
Sara Malakul Lane (en tailandés: ซาร่า มาลากุล เลน; 1 de febrero de 1982) es una actriz y modelo nacida en Guam. Es más reconocida por su aparición en la película de artes marciales de 2016 Kickboxer: Vengeance y en su secuela de 2018 Kickboxer: Retaliation como el interés amoroso del personaje de Kurt Sloane.
Malakul Lane inició su carrera en la actuación a los quince años. Más adelante empezó a desempeñarse como modelo, alternando algunas apariciones en series de televisión. Actuó en varias telenovelas tailandesas antes de mudarse a Estados Unidos.
Su primer papel en una película de Hollywood fue interpretando a la hija del personaje de Steven Seagal en la película de 2003 Belly of the Beast. Después protagonizó Sharktopus junto a Eric Roberts en 2010 y apareció junto a Peter Stormare en The Wayshower en 2011. 
En 2016 interpretó a una detective de Bangkok que se convierte en el interés amoroso del personaje principal en Kickboxer: Vengeance, la cual inició su producción en 2014 y fue estrenada en septiembre de 2016. Repitió su rol en la secuela, Kickboxer: Retaliation, estrenada en 2018.

## Filmografía

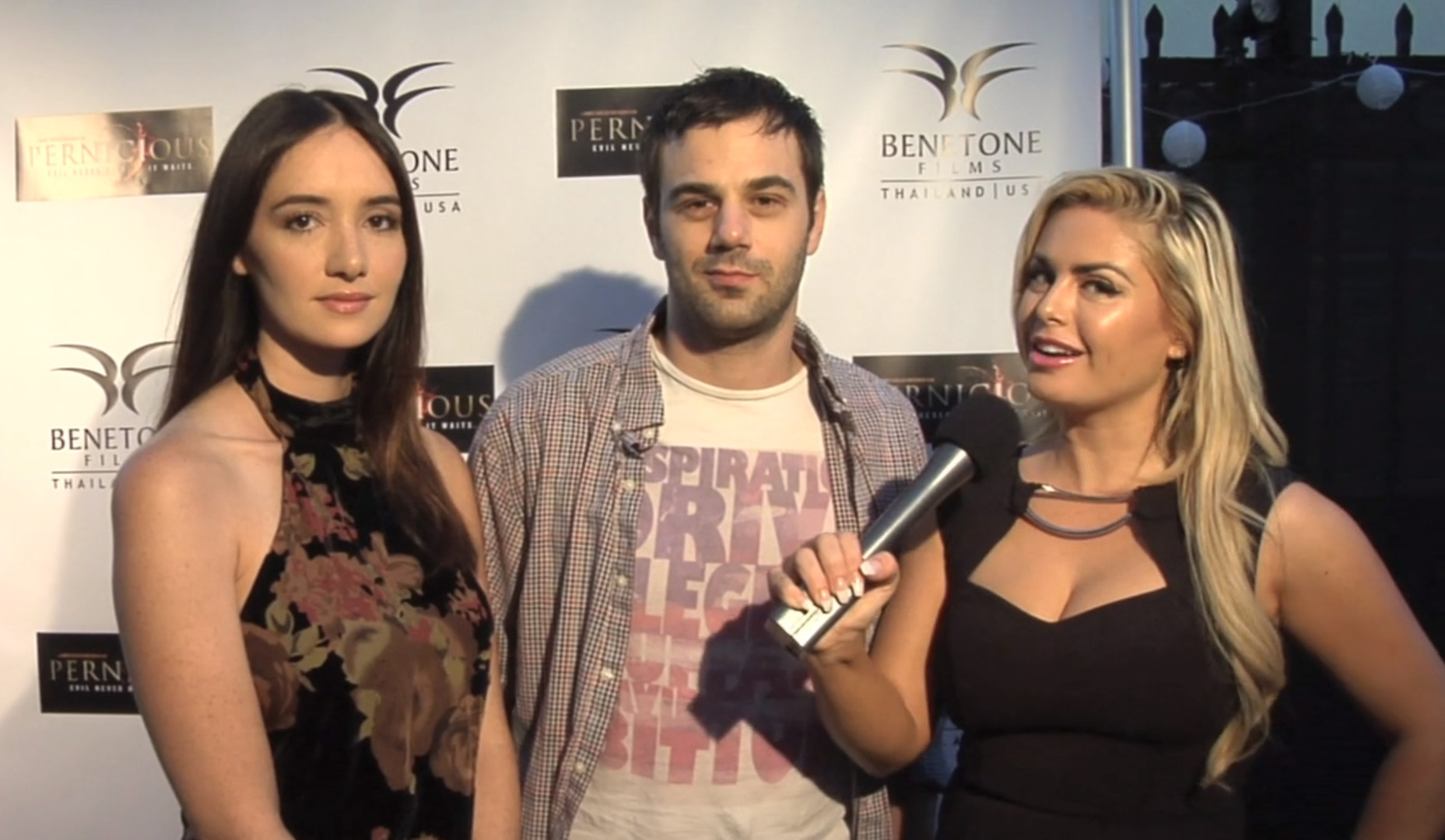
Sara Malakul Lane con Jared Cohn.

### Cine
| Año  | Película                              | Rol                  |
| ---- | ------------------------------------- | -------------------- |
| 2003 | Belly of the Beast                    | Jessica Hopper       |
| 2005 | The Volcano Disaster                  | Angela               |
| 2005 | Dumber Heroes                         | Gaywarin             |
| 2005 | Match Point                           | Net                  |
| 2008 | Tied in Knots                         | Kate                 |
| 2010 | Sharktopus                            | Nicole Sands         |
| 2011 | The Wayshower                         | Maylene              |
| 2011 | Baby, We'll Be Fine                   | Her                  |
| 2012 | 12/12/12                              | Veronica             |
| 2013 | 100 Degrees Below Zero                | Taryn Foster         |
| 2014 | Jailbait                              | Anna Nix             |
| 2014 | Pretty Perfect                        | Jessica              |
| 2014 | Pernicious                            | Samorn               |
| 2015 | Jurassic City                         | Mandy                |
| 2015 | Sun Choke                             | Savannah             |
| 2015 | Cowboys vs Dinosaurs                  | Dr. Sinclair         |
| 2015 | Shark Lake                            | Meredith Hernández   |
| 2015 | Scouts Guide to the Zombie Apocalypse | Beth Daniels         |
| 2015 | Buddy Hutchins                        | Evelyn               |
| 2016 | Wishing for a Dream                   | Mika Andrews         |
| 2016 | Beyond the Gates                      | Dahlia               |
| 2016 | Shortwave                             | Jane                 |
| 2016 | Kickboxer: Vengeance                  | Liu                  |
| 2017 | Who's Watching Oliver                 | Sophia               |
| 2017 | King Arthur's Sword                   | Morgana              |
| 2017 | Death Pool                            | Scarlet              |
| 2017 | The Domicile                          | Lucy                 |
| 2017 | Halloween Pussy Trap Kill Kill        | Amber Stardust       |
| 2018 | Kickboxer: Retaliation                | Liu                  |
| 2018 | Shangri-La: Near Extinction           | Pax / Dr. Savatanand |
| 2018 | Disposition                           | Sarah Hitchens       |
| 2018 | All About the Afterglow               | Jade                 |
| 2019 | Captured                              | Sunny                |

### Televisión
| Año  | Serie             | Rol                | Notas          |
| ---- | ----------------- | ------------------ | -------------- |
| 2000 | Hua Jai Song Park | Sunny (Tawanshine) | TV mini-series |